# Eldritch Horror
Eldritch Horror è un gioco da tavolo di strategia da tavolo pubblicato originariamente da Fantasy Flight Games nel 2013 e in Italia da Giochi Uniti. I giocatori esplorano luoghi in tutto il mondo pieni di orrori dei Miti di Cthulhu.

## Modalità di gioco
I giocatori combattono in modo cooperativo un Grande Antico che si risveglia dal suo sonno e devono sigillarlo prima che sia troppo tardi. I giocatori viaggiano in tutto il mondo combattendo mostri, risolvendo misteri ed equipaggiandosi, il tutto per impedire al Grande Antico di entrare nel mondo e distruggerlo.
Il gioco è diviso in tre sezioni: la fase di azione (in cui ogni giocatore esegue azioni per il proprio personaggio), la fase di incontro (in cui i giocatori pescano carte incontro e sperimentano il mondo che li circonda) e la fase dei miti (in cui il Grande Antico e i suoi servitori hanno l'opportunità di mettere in atto le loro azioni nefande).

## Espansioni
- Leggende Perdute (30 aprile 2014)
- Le Montagne di follia (18 dicembre 2014)
- Strane Rovine (20 luglio 2015)
- L'ombra delle Piramidi (10 dicembre 2015)
- Segni di Carcosa (6 giugno 2016)
- Reami dei sogni (5 gennaio 2017)
- Città in rovina (6 luglio 2017)
- Maschere di Nyarlathotep (22 febbraio 2018)